# Sting
Sting, właśc. Gordon Matthew Sumner (ur. 2 października 1951 w Wallsend) – brytyjski muzyk, multiinstrumentalista, piosenkarz, kompozytor a także aktor. W latach 70. i 80. był liderem, głównym kompozytorem, wokalistą i gitarzystą basowym zespołu The Police. Odznaczony tytułem komandora Orderu Imperium Brytyjskiego.
Swój pseudonim otrzymał w czasach szkolnych, gdy grywał z lokalnymi zespołami jazzowymi. Podczas jednego z występów miał na sobie sweter w czarno-żółte pasy. Koledzy z zespołu Phoenix Jazzmen uznali, że wygląda jak osa lub pszczoła i zaczęli nazywać go Sting (tj. „żądło”).

## Życiorys

### Dzieciństwo i edukacja
Urodził się w Wallsend, robotniczej dzielnicy Newcastle w Anglii. Jest najstarszym z czworga dzieci małżeństwa Audrey Cowell i Ernesta Sumnera. Ma brata Philipa oraz dwie siostry: Angelę i Anitę. Został wychowany w tradycji religii rzymskokatolickiej (jego babka pochodziła z irlandzkiej rodziny).
Naukę zaczął w szkole podstawowej pod wezwaniem św. Kolumby w Wallsend. Następnie uczył się w rzymskokatolickim gimnazjum pod wezwaniem św. Kutberta w Newcastle. Po jej ukończeniu zdał egzaminy wstępne na Uniwersytet Warwick w Coventry, gdzie przez jeden semestr studiował filologię angielską.
W latach 1965 i 1966 był mistrzem hrabstwa Northumberland w biegu na 100 metrów.
Przed rozpoczęciem kariery muzycznej pracował jako ochroniarz w klubie i magazynier. Po przerwaniu studiów wrócił do Newcastle, gdzie przez pół roku pracował na budowie. Później pracował w administracji jako urzędnik w dziale zajmującym się podatkiem dochodowym. W latach 1971–1974 uczęszczał do szkoły o profilu pedagogicznym. Następnie przez dwa lata pracował jako nauczyciel w rzymskokatolickiej szkole podstawowej w Cramlington.

### Kariera muzyczna

#### Początki i współpraca z The Police
Od najmłodszych lat chciał zostać muzykiem. Interesował się muzyką country, która w kolejnych latach często stanowiła dla niego inspirację przy tworzeniu piosenek. Początkowo grywał z lokalnymi zespołami jazzowymi takimi jak Phoenix Jazzmen, Last Exit czy The Newcastle Big Band, którego działalność zapoczątkowała grupa studentów z miejscowego uniwersytetu pod koniec lat sześćdziesiątych.
W 1977 wraz ze Stewartem Copelandem i Henrym Padovanim (bardzo szybko zastąpionym przez Andy’ego Summersa) utworzył w Londynie rockowy zespół The Police. Wydał z nim kilka albumów studyjnych, z których ostatni pt. Synchronicity ukazał się w 1983. Na początku lat 80. zdobyli sześć nagród Grammy. W 1986 ogłosili reaktywację po kilkuletniej przerwie, by nagrać nową wersję piosenki „Don’t Stand So Close to Me”. Niedługo później Sting rozpoczął karierę solową.
W 2003 wraz ze Stewartem Copelandem i Andym Summersem byli nominowani do Rock and Roll Hall of Fame.

#### Kariera solowa
We wrześniu 1981 zadebiutował jako solista podczas czwartego koncertu dla Amnesty International. Zaśpiewał wówczas piosenki „Roxanne” i „Message in a Bottle”, a także własną aranżację piosenki Boba Dylana – „I Shall Be Released”. W 1982 wydał solowy singiel „Spread a Little Happiness”, który znalazł się na ścieżce dźwiękowej filmu Syrop z siarki i piołunu. Utwór był własną interpretacją utworu Vivian Ellis z musicalu Mr. Cinders z 1920.

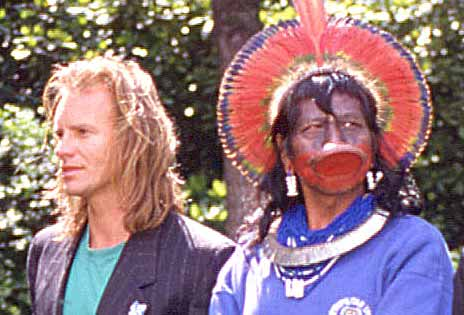
Sting (po lewej), kwiecień 1989

W 1985 wydał swój pierwszy solowy album studyjny, zatytułowany The Dream of the Blue Turtles. Rok później wydał album koncertowy pt. Bring on the Night, na którym znalazły się utwory z debiutanckiej płyty oraz wcześniejszych okresów jego twórczości. Album został zekranizowany na VHS, później również na DVD i Blu-ray. W 1987 nagrał album pt. …Nothing Like the Sun, którego nazwę zaczerpnął z fragmentu 130. sonetu Williama Shakespeare’a. Tytułowy cytat pada w utworze „Sister Moon” z tego albumu. Krążek pokrył się platyną w Wielkiej Brytanii oraz dwukrotną w Stanach Zjednoczonych.
Zimą 1988 wydał album pt. …Nada Como el Sol zawierający pięć utworów z poprzedniej płyty, które tym razem nagrał w języku hiszpańskim i portugalskim.
W 1991 wydał album pt. The Soul Cages, którą zaprezentował dwa lata po śmierci swojego ojca. Za album zdobył tytuł platynowej płyty w USA oraz złotej w Wielkiej Brytanii oraz Finlandii. Swój drugi koncertowy krążek pt. Acoustic Live in Newcastle nagrał jesienią 1991 podczas koncertu w Wallsend zagranego w ramach trasy „The Soul Cages Tour”. Na płycie znalazło się pięć utworów, w tym „Ain’t No Sunshine” Billa Withersa.
Po przeprowadzce do Wiltshire w 1993 wydał kolejny album pt. Ten Summoner’s Tales, którego tytuł stanowi grę słów opartą na prawdziwym nazwisku muzyka (Sumner). Album składa się z dwunastu utworów, których tematyka dotyczy głównie kwestii miłości i moralności. W 1998 dokonano reedycji albumu, a na nowym krążku pojawiły się teledysk do utworu „If I Ever Lose My Faith In You” oraz piosenka „Everybody Laughed But You”, której nie zawierała wersja z 1993 w wydaniu na rynek amerykański i kanadyjski.
W 1994 na rynek wyszła kompilacja utworów Stinga pt. Fields of Gold, która pokryła się dwukrotną platyną w Stany Zjednoczone, potrójną w Wielkiej Brytanii oraz złotem w Polsce. W tym czasie dwie jego piosenki zostały wykorzystane w filmie: „It’s Probably Me” w produkcji Zabójcza broń 3, a „Shape Of My Heart” – w filmie Leon zawodowiec.

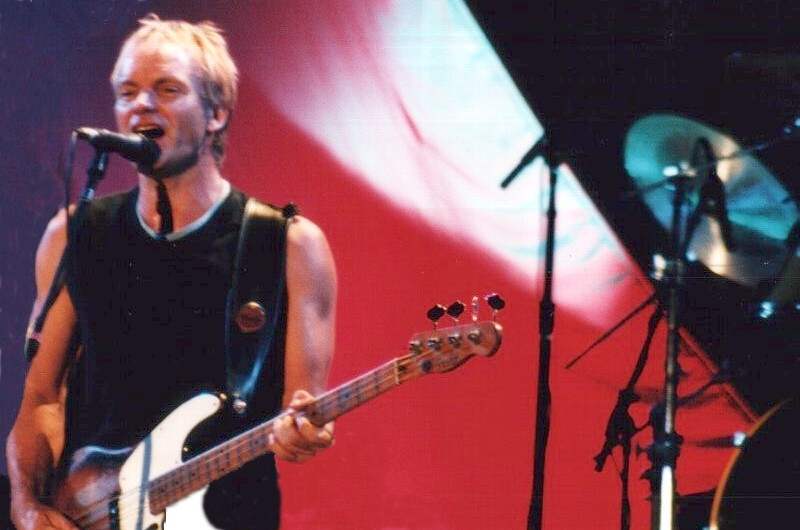
Sting podczas koncertu, 2000

18 sierpnia 2015 wytwórnia Polydor potwierdziła, że nagrał singel w duecie z francuską piosenkarką Mylène Farmer.
W 2021 r. na potrzeby serialu Arcane w duecie z australijskim skrzypkiem Ray Chenem stworzył utwór ,,What Could Have Been".

### Kariera aktorska
W 1978 pojawił się w epizodycznej roli obok członków grupy Sex Pistols w filmie Kto zabił Bambi? (Who Killed Bambi?). Produkcja została wstrzymana przez wytwórnię (20th Century Fox) i film nie został ukończony. Krótki fragment z udziałem Stinga zamieszczony został w dokumencie Sex Pistols: Wściekłość i brud (The Filth and the Fury) z 2000.

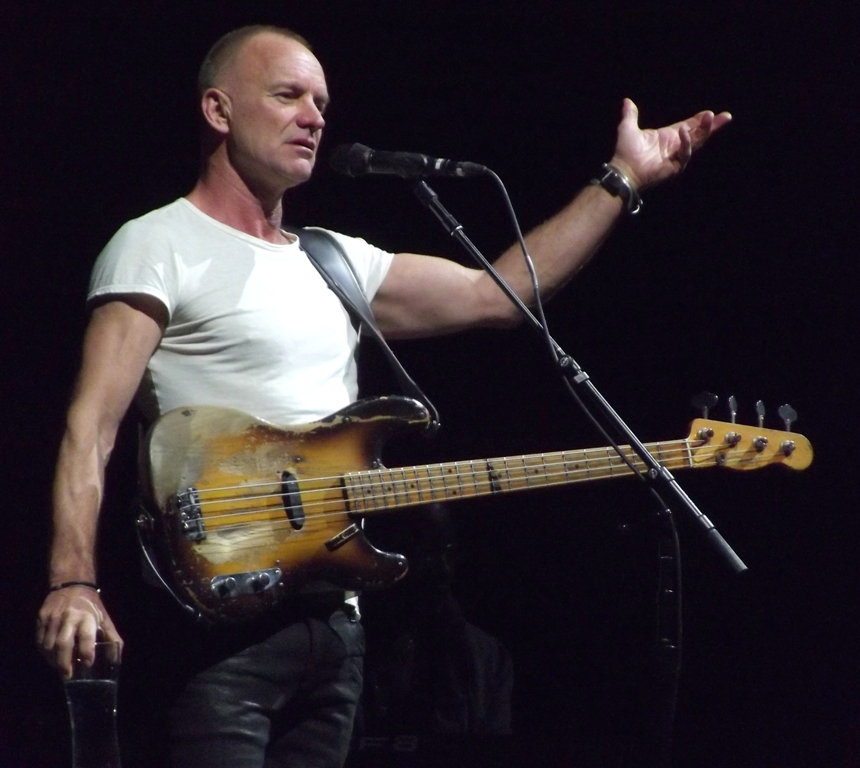
Sting podczas Life Festival Oświęcim, czerwiec 2013

Zadebiutował w 1979 w filmie Kwadrofonia Franca Roddama. Następnie zagrał jedną z głównych ról w dreszczowcu Syrop z siarki i piołunu (Brimstone & Treacle, 1982). Jedną z najgłośniejszych kreacji Stinga była postać Feyda-Rauthy w filmie science fiction Davida Lyncha, pt. Diuna (1984), nakręconym na podstawie głośnej powieści pod tym samym tytułem autorstwa Franka Herberta. Następnie zagrał w kolejnym filmie Franca Roddama, Oblubienica Frankensteina (The Bride, 1985) – była to adaptacja powieści Frankenstein, czyli nowy Prometeusz Mary Shelley – oraz w głośnym dramacie Obfitość (reż. Fred Schepisi) z Meryl Streep w roli głównej. Wystąpił również we włoskim dramacie Julia i Julia (Giulia e Giulia, 1987) Petera Del Monte oraz pojawił się w epizodycznej roli „Heroicznego Oficera” w Przygodach barona Munchausena (1988) Terry’ego Gilliama. W 1995 zagrał w Grotesce (The Grotesque/Gentlemen Don’t Eat Poets) Johna-Paula Davidsona, zrealizowanej na podstawie powieści Patricka McGratha. W filmie Burzliwy poniedziałek zagrał właściciela klubu jazzowego, a akcja rozgrywała się w jego rodzinnym mieście, Newcastle. W 1998 również zagrał właściciela pubu w filmie Guya Ritchiego Porachunki (Lock, Stock and Two Smoking Barrels).
Występował także w produkcjach telewizyjnych (gościnnie w Kapitanie Planecie i Planetarianach, Simpsonach i Ally McBeal) oraz teatralnych. W 1989 wystąpił w broadwayowskim musicalu Opera za trzy grosze w reżyserii Johna Dextera.
W późniejszym okresie z przemysłem filmowym związany był przez swoją muzykę, przy czym zdarzyło mu się zagrać samego siebie w animowanym Filmie o pszczołach (2007).
Jego sceniczna kreacja przyczyniła się do powstania postaci o imieniu John Constantine – głównego bohatera serii komiksów pt. „Hellblazer”.
Filmografia
- 1979: Kwadrofonia (Quadrophenia) jako Ace Face
- 1980: Radio On jako „Tylko jak Eddie”
- 1981: Artemis 81 jako Helith
- 1981: Urgh! A Music War jako Sting (basista i wokalista The Police)
- 1982: Syrop z siarki i piołunu (Brimstone & Treacle) jako Martin Taylor
- 1984: Diuna jako Feyd-Rautha Harkonnen
- 1985: Oblubienica Frankensteina (The Bride) jako baron Charles Frankenstein
- 1987: Julia i Julia (Giulia e Giulia) jako Daniel Osler
- 1988: Przygody barona Munchausena (The Adventures of Baron Munchausen) jako Heroiczny Oficer
- 1988: Burzliwy poniedziałek (Stormy Monday) jako Finney
- 1990–1992: Kapitan Planeta i planetarianie (Captain Planet and the Planeteers) jako Zarm (dubbing)
- 1993: Peter and the Wolf: A Prokofiev Fantasy jako narrator
- 1995: Groteska (The Grotesque/Gentlemen Don’t Eat Poets) jako Fledge
- 1995: Obfitość (Plenty) jako Mick
- 1998: Porachunki (Lock, Stock and Two Smoking Barrels) jako JD
- 2003: Everest: The Mountain at the Millennium, Vol. 1 jako prowadzący
- 2007: Film o pszczołach (Bee Movie) jako on sam (dubbing)
- 2009: Brüno jako „Gołąb Pokoju”
- 2016: Zoolander 2 jako on sam
- 2021: Zbrodnie po sąsiedzku (Only Murders in the Building) jako on sam[15]

## Życie prywatne
W latach 1976–1984 był mężem aktorki Frances Tomelty. W 1992 poślubił Trudie Styler – aktorkę i producentkę filmową. Ich najmłodsza córka, Eliot Paulina „Coco” Sumner także zajęła się solową karierą piosenkarską. Z kolei najstarszy syn Stinga (z Frances Tomelty), Joe Sumner, jest liderem grupy Fiction Plane.

## Działalność pozasceniczna

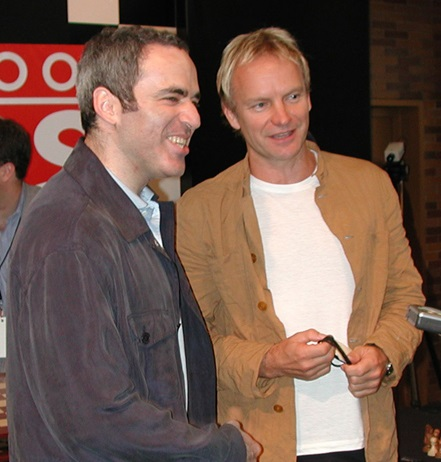
Sting i Garri Kasparow przed pojedynkiem

Aktywnie wspiera organizacje zajmujące się ochroną środowiska i akcjami humanitarnymi, takie jak Amnesty International czy Fundacja Ochrony Lasów Tropikalnych. Jedna z żab odkryta w Kolumbii w uznaniu jego zasług została nazwana Dendropsophus stingi.
Jest zapalonym szachistą. W 2000 rozegrał partię z utytułowanym Garrim Kasparowem, którą przegrał.
W 2003 ukazała się jego autobiografia, zatytułowana Broken Music: A Memoir (wyd. polskie: Niespokojna muzyka: Wspomnienia, Wydawnictwo Literackie, październik 2004, tłum. Janusz Margański) – obecnie niedostępna w polskiej wersji językowej. W 2007 opublikowano zbiór tekstów Stinga, pt. Lyrics (wyd. polskie: Sting. Teksty i przekłady, In Rock, Poznań 2008, ISBN 978-83-60157-33-6, tłum. Lesław Haliński).

## Nagrody i wyróżnienia
| Rok  | Konkurs                   | Kategoria                                                                                      | Nominowane dzieło                      | Rezultat  |
| ---- | ------------------------- | ---------------------------------------------------------------------------------------------- | -------------------------------------- | --------- |
| 1980 | Grammy                    | Best Rock Instrumental Performance                                                             | „Reggatta De Blanc”                    | Wygrana   |
| 1981 | Grammy                    | Best Rock Performance by a Duo or Group with Vocal                                             | „Don’t Stand So Close To Me”           | Wygrana   |
| 1981 | Grammy                    | Best Rock Instrumental Performance                                                             | „Behind My Camel”                      | Wygrana   |
| 1982 | Brit Awards               | Najlepszy zespół                                                                               | The Police                             | Wygrana   |
| 1984 | Grammy                    | Song of the Year                                                                               | „Every Breath You Take”                | Wygrana   |
| 1984 | Grammy                    | Best Rock Performance by a Duo or Group with Vocal                                             | „Every Breath You Take”                | Wygrana   |
| 1984 | Grammy                    | Best Rock Performance by a Duo or Group with Vocal                                             | „Synchronicity II”                     | Wygrana   |
| 1984 | Grammy                    | Best Rock Instrumental Performance                                                             | „Brimstone and Treacle”                | Wygrana   |
| 1985 | Brit Awards               | Wybitny wkład w brytyjską muzykę                                                               | The Police                             | Wygrana   |
| 1986 | Grammy                    | Best Long Form Music Video                                                                     | „Bring On The Night”                   | Wygrana   |
| 1986 | Grammy                    | Best Male Pop Vocal Performance                                                                | „Bring On The Night”                   | Wygrana   |
| 1991 | Brit Awards               | Najlepszy męski solowy artysta                                                                 | Sting                                  | Wygrana   |
| 1992 | Grammy                    | Best Rock Song                                                                                 | „The Soul Cages”                       | Wygrana   |
| 1994 | Grammy                    | Best Male Pop Vocal Performance                                                                | „If Ever I Lose My Faith In You”       | Wygrana   |
| 1994 | Grammy                    | Best Long Form Video Of The Year                                                               | „Ten Summoner’s Tales”                 | Wygrana   |
| 2000 | Złoty Glob                | Najlepsza piosenka                                                                             | „My Funny Friend And Me”               | Nominacja |
| 2000 | Nagroda Akademii Filmowej | Najlepsza Piosenka                                                                             | „My Funny Friend And Me”               | Nominacja |
| 2000 | Grammy                    | Best Pop Album                                                                                 | „Brand New Day”                        | Wygrana   |
| 2000 | Grammy                    | Best Male Pop Vocal Performance                                                                | „Brand New Day”                        | Wygrana   |
| 2001 | Grammy                    | Best Male Pop Vocal Performance                                                                | „She Walks This Earth (Soberana Rosa)” | Wygrana   |
| 2001 | Złoty Glob                | Najlepsza piosenka                                                                             | „Until”                                | Wygrana   |
| 2001 | Nagroda Akademii Filmowej | Najlepsza Piosenka                                                                             | „Until”                                | Nominacja |
| 2002 | Nagroda Emmy              | Outstanding Individual Performance in a Variety or Music Program                               | „All This Time”                        | Wygrana   |
| 2002 | Nagroda Emmy              | Outstanding Multi-Camera Picture Editing for a Movie, Miniseries, or Special (Scott C. Wilson) | „All This Time”                        | Wygrana   |
| 2002 | Brit Awards               | Wybitny wkład w brytyjską muzykę                                                               | Sting                                  | Wygrana   |
| 2003 | Złoty Glob                | Najlepsza piosenka                                                                             | „You Will Be My Ain True Love”         | Nominacja |
| 2003 | Nagroda Akademii Filmowej | Najlepsza Piosenka                                                                             | „You Will Be My Ain True Love”         | Nominacja |
| 2004 | Grammy                    | Best Pop Collaboration With Vocals                                                             | „Whenever I Say Your Name”             | Wygrana   |
| 2017 | Polar Music Prize         | –                                                                                              | –                                      | Wygrana   |